# Gießen 46ers
O Gießen 46ers é um clube profissional de basquetebol alemão que atualmente disputa a 2.Bundesliga ProA. Sua sede está na cidade de Gießen, Hesse e sua arena é a Sporthalle Gießen-Ost com 4.000 lugares.

## Títulos
- Bundesliga

Campeões: 1965, 1967, 1968, 1975, 1978
- Copa da Alemanha

Campeões: 1969, 1973, 1979

## Temporada por Temporada
| Temporada | Nível | Divisão    | Pos. | TR    | PL  | Pós temporada     | Copa da Alemanha  | Competições Europeias | Competições Europeias | Competições Europeias |
| --------- | ----- | ---------- | ---- | ----- | --- | ----------------- | ----------------- | --------------------- | --------------------- | --------------------- |
| 2008–09   | 1     | Bundesliga | 17º  | 8-26  | -   |                   |                   |                       |                       |                       |
| 2009–10   | 1     | Bundesliga | 14º  | 10-24 | -   |                   |                   |                       |                       |                       |
| 2010–11   | 1     | Bundesliga | 15º  | 9-25  | -   |                   |                   |                       |                       |                       |
| 2011–12   | 1     | Bundesliga | 17º  | 9-25  | -   |                   |                   |                       |                       |                       |
| 2012–13   | 1     | Bundesliga | 18º  | 4-30  | -   | Rebaixado         |                   |                       |                       |                       |
| 2013–14   | 2     | ProA       | 4º   | 18-12 | 3-5 | Semifinais        |                   |                       |                       |                       |
| 2014–15   | 2     | ProA       | 3º   | 21-9  | 8-0 | Promovido campeão |                   |                       |                       |                       |
| 2015–16   | 1     | Bundesliga | 9º   | 17-17 |     |                   |                   |                       |                       |                       |
| 2016-17   | 1     | Bundesliga | 9º   | 15-17 |     |                   |                   |                       |                       |                       |
| 2017-18   | 1     | Bundesliga | 11   | 16-18 | -   |                   |                   |                       |                       |                       |
| 2018-19   | 1     | Bundesliga | 13º  | 13-21 | -   |                   |                   |                       |                       |                       |
| 2019-20   | 1     | Bundesliga | 13º  | 6-14  | -   | Covid-19          |                   |                       |                       |                       |
| 2020-21   | 1     | Bundesliga | 17º  | 8-26  | -   |                   |                   |                       |                       |                       |
| 2021-22   | 1     | Bundesliga | 18º  | 8-26  | -   | Rebaixado         |                   |                       |                       |                       |
| 2022-23   | 2     | ProA       | 4º   | 21-13 | 4-3 | Semifinais        |                   |                       |                       |                       |
| 2023-24   | 2     | ProA       | 2º   | 25-9  | 1-3 | Quartas de finais | Oitavas de finais |                       |                       |                       |
| 2024-25   | 2     | ProA       | 5º   | 23-11 |     |                   |                   |                       |                       |                       |